# Pollenia mongol
Pollenia mongol este o specie de muște din genul Pollenia, familia Calliphoridae, descrisă de Aldrich în anul 1930. Conform Catalogue of Life specia Pollenia mongol nu are subspecii cunoscute.